# Рандом Лејк (Висконсин)
Рандом Лејк (енгл. Random Lake) град је у америчкој савезној држави Висконсин.

## Демографија
По попису из 2010. године број становника је 1.594, што је 43 (2,8%) становника више него 2000. године.
| Група             | 2000.         | 2010.         |
| Белци             | 1.499 (96,6%) | 1.484 (93,1%) |
| Афроамериканци    | 0 (0,0%)      | 7 (0,4%)      |
| Азијати           | 2 (0,1%)      | 10 (0,6%)     |
| Хиспаноамериканци | 25 (1,6%)     | 71 (4,5%)     |
| Укупно            | 1.551         | 1.594         |